# Zabrđe (Kiseljak)
Pour les articles homonymes, voir Zabrđe.
Zabrđe (en cyrillique : Забрђе) est un village de Bosnie-Herzégovine. Il est situé dans la municipalité de Kiseljak, dans le canton de Bosnie centrale et dans la fédération de Bosnie-et-Herzégovine. Selon les premiers résultats du recensement bosnien de 2013, il compte 208 habitants.

## Histoire
Entre Zabrđe et Toplica se trouve une nécropole abritant des stećci, un type particulier de tombes médiévales ; ce site est inscrit sur la liste des monuments nationaux de Bosnie-Herzégovine.

## Démographie

### Évolution historique de la population
| 1948 | 1953 | 1961 | 1971 | 1981 | 1991 | 2013 |
| ---- | ---- | ---- | ---- | ---- | ---- | ---- |
| -    | -    | 216  | 260  | 288  | 331  | 208  |

|  |